# Garda Colli Mantovani Pinot grigio
Il Garda Colli Mantovani Pinot grigio è un vino DOC la cui produzione è consentita nella provincia di Mantova.

## Caratteristiche organolettiche
- colore: dal giallo paglierino al ramato
- odore: intenso, caratteristico
- sapore: vellutato, morbido e armonico

## Produzione
Provincia, stagione, volume in ettolitri
- nessun dato disponibile